# Helsingin jäähalli
L'Helsingin jäähalli è una arena polivalente situata nella città di Helsinki.

## Storia
Completata nel 1966, ha ospitato la finale del campionato europeo maschile di pallacanestro 1967, oltre che numerosissimi concerti, tra i più importanti, ad esempio, quelli di AC/DC, Alice Cooper, Avenged Sevenfold, Avril Lavigne, Bon Jovi, Black Sabbath, Bullet for My Valentine, Cheek, Children of Bodom, Deep Purple, Dead by April, Devil You Know, Dio, Disturbed, Dream Theater, Elton John, Eric Clapton, Every Time I Die, Five Finger Death Punch, Frank Sinatra, Green Day, Guns N' Roses, Bring Me the Horizon, Queensrÿche, Hanoi Rocks, Heaven & Hell, Hurts, Iggy Pop & The Stooges, In Flames, Iron Maiden, Judas Priest, Killswitch Engage, Kiss, Kraftwerk, Lamb of God, Megadeth, Metallica, Michael Monroe, Mokoma, Motörhead, Muse, My Chemical Romance, Mötley Crüe, Nightwish, Papa Roach, Paramore, Rammstein, Rise Against, Scooter, Scorpions, Sex Pistols, Simple Plan, Slash, Snoop Dogg, Sunrise Avenue, Stray Cats, The Beach Boys, The Funk Brothers, The Prodigy, Thirty Seconds to Mars, Toto, Twenty One Pilots, Van Halen, W.A.S.P., The Who, Tokio Hotel, While She Sleeps, Whitesnake e ZZ Top.